# العوايد (القيروان)
العَوايِد قرية تقع بمعتمدية الشراردة بولاية القيروان من الوسط التونسي. ترقيمها البريدي هو 3116.